# Corey Miller
Corey Miller, né le 13 mars 1967 à Upland en Californie, est un artiste tatoueur américain membre du casting de l'émission LA Ink sur TLC.

## Biographie
À 15 ans, Corey Miller construisait déjà sa première machine à tatouer. À 20 ans, il se vit offrir son premier emploi en tant que tatoueur chez Fat George's Tattoo Gallery à Ontario en Californie. Corey Miller commença alors à étoffer sa réputation, traînant ses outils de tatoueur partout où ont lieu des conventions, sillonnant les États-Unis et se déplaçant jusqu'en Europe. Il se fit ensuite embaucher au très réputé Good Time Charlie's Tattooland à Anaheim en Californie avant d'envisager d'ouvrir son propre salon.
En 1997, Corey Miller inaugure son premier salon, le Six Feet Under Tattoo Parlor, à Upland en Californie.
Ensuite, Kat Von D l'appelle pour participer au casting de LA Ink, Corey Miller tatouant alors entre High Voltage Tattoo à Hollywood et son salon, puis après divers désaccords avec Kat Von D, entre American Electric à Los Angeles et son salon.
Corey Miller tatoua, entre autres, James Hetfield de Metallica, Kerry King de Slayer ou Sebastian Bach de Skid Row.
À ses heures perdues, Miller joue de la batterie et de la guitare dans les styles jazz et blues ; dans la série LA Ink, on a pu le voir lors d'un mini-concert à la batterie avec Hannah Aitchison au chant.

## Anecdotes
- Corey Miller cite parmi ses groupes favoris Black Flag et Black Sabbath ainsi que des artistes de blues.
- Il cite comme films favoris Le Labyrinthe de Pan et les classiques de Disney.
- Corey Miller est marié et a trois enfants.
- Il est l'auteur du tatouage de Jesse James, le propriétaire de West Coast Choppers, représentant un billet de cent dollars recouvrant le haut de son dos.